# Кампотриволте (Фрозиноне)
Кампотриволте је насеље у Италији у округу Фрозиноне, региону Лацио.
Према процени из 2011. у насељу је живело 91 становника. Насеље се налази на надморској висини од 462 м.